# Dendrobium foederatum
Dendrobium foederatum là một loài thực vật có hoa trong họ Lan. Loài này được St.Cloud mô tả khoa học đầu tiên năm 1955.